# Spolia opima
Spolia opima е особен почетен трофей подаряван от успешния пълководец на бога Юпитер Феретрий, грижещ се за победоносна война, богата на трофеи и плячка. С Юпитер Феретрий е свързан обичаят на триумфа.
Има три такива случаи в историята на Древен Рим:
- Ромул, победил ценинския цар Акрон през 752 пр.н.е.
- Авъл Корнелий Кос, военен трибун 437 пр.н.е. и като консул през 428 пр.н.е. през войната против Вейи победил в двубой етруския цар Ларс Толумний.
- Марк Клавдий Марцел, генерал, като консул 222 пр.н.е., убил в Галия противниковия вожд на инсубрите Виридомар.

Претенциите на Марк Лициний Крас (внук на триумвир Марк Лициний Крас) през 29 пр.н.е. след личното му убийството на краля на бастарните на Балканите да даде spolia opima не са задоволени от Август, понеже не бил главнокомандващ, а само под-генерал на Август.